# Alliance patriotique pour la réorientation et la construction
L’Alliance patriotique pour la réorientation et la construction (en anglais Alliance for Patriotic Reorientation and Construction, abrégé en APRC) est un parti politique gambien au pouvoir de sa création en 1996 par les auteurs du coup d'État militaire de juillet 1994 à 2017. La couleur du parti est le vert et sa devise : Unité, autarcie, progrès. L'APRC est présidée par Yahya Jammeh.

## Histoire
Le parti a été fondé en 1996 par les militaires arrivés au pouvoir lors du putsch de 1994 dans le but de soutenir la campagne présidentielle de Yahya Jammeh et de présenter des candidats pour les élections législatives de 1997.
Jammeh remporte la présidentielle de 1996 avec 56 % des voix, celle du 18 octobre 2001 avec 52,8% des voix et celle du 22 septembre 2006 avec 67 % des voix.
L'APRC remporte aussi les législatives de 1997 (33 sièges sur les 45 à pourvoir) et celles du 17 janvier 2002 (45 sièges sur 48, dont 33 sans opposition). Les élections de 2002 ont été boycottées par le Parti démocratique unifié d'Ousainou Darboe.
Lors des législatives du 25 janvier 2007, l'APRC remporte 42 des 48 sièges à pourvoir avec un taux de participation de 38 %.
À la suite des législatives du 6 avril 2017, le parti n'obtient que 5 sièges sur les 53 à pourvoir.